# Рождество-Богородичный монастырь (Брест)
Свято-Рождество-Богородицкий женский монастырь — православный монастырь Брестской епархии, расположенный на Госпитальном острове в Брестской крепости.

## История основания
Основан в 2001 г. в Бресте. В 2005 г. городские власти выделили Свято-Рождество-Богородицкому женскому монастырю в постоянное пользование бывший «казематированный редут» — двухэтажное здание Брестской крепости, в котором ранее была полковая школа 84-го стрелкового полка. Монастырь также получил 88 соток земли.
Рядом когда-то стоял Симеоновский монастырь, который в XV—XIX вв. находился за валом старого города — в Волынском предместье. Он известен своим настоятелем — Афанасием Брестским. Закрытие монастыря произошло по повелению Св. Синода, а в 1815 г. монастырь сгорел. Остатки строения и погост во время строительства Брестской крепости в XIX в. засыпали, а на их месте, рядом с южными воротами возвели крепостной вал.
Монастырь имеет Свято-Рождество-Богородицкую домовую церковь.
Настоятельница — игумения Александра (Жарина).
Духовник обители — архимандрит Серафим (Петручик), наместник Спасо-Преображенского мужского монастыря с. Хмелево.
Клирики монастыря — иеромонах Герман (Копылов), иерей Сергий Калинчук, иерей Павел Кравчук.
Адрес: 224018, Беларусь, Брест, Брестская крепость, Госпитальный остров. 
Официальный сайт http://obitel-brest.by/